# Hymir
Hymir é o pai de Tyr na mitologia nórdica. Gigante que vivia na fronteira do céu, onde tinha uma caldeira de hidromel, de uma milha de profundidade, que lhe foi arrebatada por Thor.